# Międzybórz
Międzybórz è un comune urbano-rurale polacco del distretto di Oleśnica, nel voivodato della Bassa Slesia.
Ricopre una superficie di 88,62 km² e nel 2006 contava 5 016 abitanti.

## Geografia antropica

### Frazioni
Il territorio comunale comprende le seguenti frazioni rurali o sołectwo: Bąków, Bukowina Sycowska, Dziesławice, Gimnazjum miedzyborz 1 a, Kamień, Klonów, Kraszów, Królewska Wola, Ligota Rybińska, Niwki Kraszowskie, Niwki Książęce, Ose e Oska Piła.